# Weintraubentrester

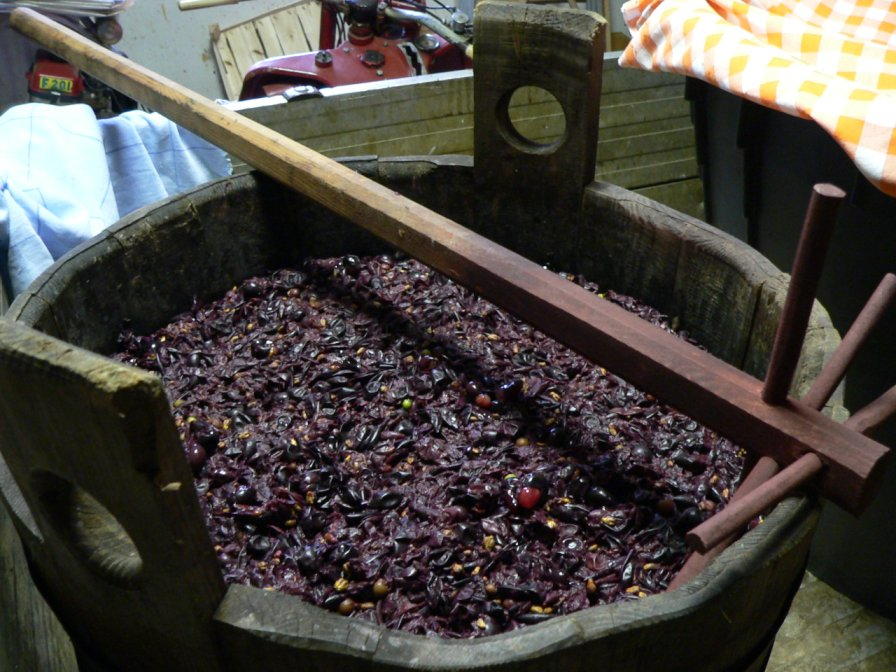
Ausgepresste Trauben

Weintraubentrester sind Trester aus Weintrauben. Je nach Landesgegend werden sie auch als Tröber oder Lauer bezeichnet. An der Mosel heißen sie Bälisch, in der Schweiz Träsch oder Trasch.

## Zusammensetzung
Bei Weintrauben fallen aus 100 l Maische etwa 25 kg Trester an. Der (feuchte) Trester setzen sich zusammen aus etwa drei Vierteln Schalen und einem Viertel Kernen.
1 m³ Trester enthalten ca. 150 kg organische Substanz, 3,5 kg Stickstoff, 1 kg Phosphat, 5,5 kg Kalium und 0,4 kg Magnesium.

## Verwendung
Die Trester werden im Weinbau oft zu Spirituosen verarbeitet. Zu den bekanntesten Tresterbränden gehören der italienische Grappa, der französische Marc und der griechische Tsipouro bzw. Rakí oder auf Kreta Tsikoudia. Aus gegorenem Traubentrester wird in Österreich ein als Treber, Trebern oder Trebener bezeichneter Tresterbrand hergestellt. In der Antike wurde aus dem Trester auch ein billiger Wein, die Lora, gekeltert.
Aus Traubentrester wird ein Tresteressig hergestellt. Durch sein herbes, kerniges Aroma eignet er sich für Salate oder würzige Gerichte.
Die Traubenkerne des Tresters werden gelegentlich wieder zur Traubenkernölerzeugung verwendet.
Am Bielersee in der Schweiz wird traditionell alljährlich eine als Treberwurst benannte Spezialität gegessen. Dies ist eine Rohwurst, die während der Destillation von ausgepressten, nachgegorenen Weintrauben zu Marc (Tresterschnaps) in einer Pfanne im Brennkessel auf dem Trester schwimmend erwärmt wird.
Traubentrester sind in der Regel für Mensch und Tier ungiftig. Bei einigen Hunden kommt es jedoch bei Aufnahme von Trester zu einer Weintraubenvergiftung.